# آفتاب تمیز کردن
آفتاب تمیز کردن (به انگلیسی: Sunshine Cleaning) فیلمی محصول سال ۲۰۰۸ و به کارگردانی کریستین جفس است. در این فیلم بازیگرانی همچون ایمی آدامز، امیلی بلانت، جیسون اسپیواک، مری‌لین رایسکوب، استیو زان، آلن آرکین، کلیفتن کالینز جونیور، اریک کریستین اولسن، پال دولی، کوین چاپمن ایفای نقش کرده‌اند.